# جوفاني أنطونيو كانال
جوفانـّي أنطونيو كانال (بالإيطالية: Giovanni Antonio Canal) (والمعروف باسم كاناليتو Canaletto) هو رسَّام إيطالي عاش في الفترة ما بين (1697-1768 م).
ولد كانال وعاش في مدينة البندقية. كرس مسيرته الفنية لتصوير نوع واحد من المواضيع: المَدِينية (نسبة إلى المدينة)، وكانت لوحاته العديدة عن البندقية من أبرز الشواهد على هذا الفن.

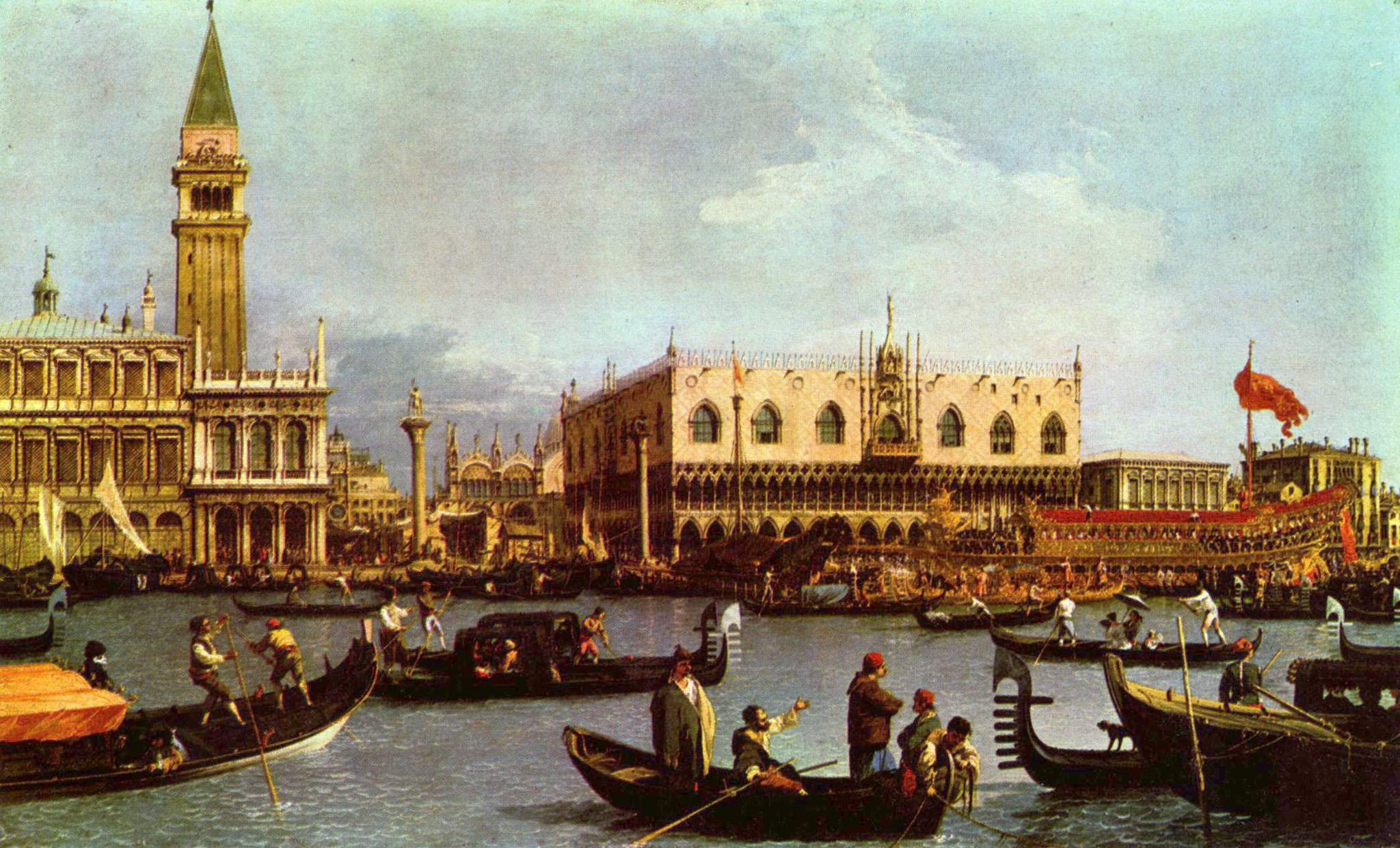
القنال الكبير في البندقية (1728-1730)

## روابط خارجية
- جوفاني أنطونيو كانال على موقع الموسوعة البريطانية (الإنجليزية)
- جوفاني أنطونيو كانال على موقع ميوزك برينز (الإنجليزية)
- جوفاني أنطونيو كانال على موقع إن إن دي بي (الإنجليزية)
- جوفاني أنطونيو كانال على موقع ديسكوغز (الإنجليزية)